# CBRE Group
CBRE és una companyia nord-americana de capital immobiliari amb seu a Los Angeles, Califòrnia. La denominació de l'empresa és CBRE Group, Inc.
CBRE és el gestor d'inversions immobiliàries més gran del món.
El 2011 va fer una oferta per adquirir part del banc holandès ING, i el 2014 va ser situat en el lloc 363 de l'índex Fortune 500, la companyia millor situada del sector d'immobles.

## Història
Després del terratrèmol de 1906 en San Francisco, Tucker, Lynch & Coldwell es van constituir en empresa. El 1940 l'empresa és rebatejada com Coldwell, Banker & Company. El 1989, a través d'un compra apalancada, CB Commercial Real Estigues Group Inc. va adquirir Coldwell Banker, que atravessava dificultats financeres. Més tard va ser adquirida per Realogy. Al seu torn, CB Commercial va ser adquirida el 1998 per Richard Ellis Internacional Limited (empresa que s'havia constituït a Londres el 1773). La companyia va adoptar el nom de CB Richard Ellis (CBRE).
El juny de 2004, CBRE va començar a cotitzar en la Borsa de Nova York. El 2005, CBRE figurava en la llista Fortune 1000, i el 2006 va ser inclosa en l'índex S&P 500. El 2006, CBRE es va fusionar amb Trammell Crow Company en una transacció valorada en 2.200 milions de dòlars.
Al febrer de 2011, CBRE es va adjudicar el concurs per a la gestió d'inversions immobiliàries del banc ING a Europa i Àsia (completada el 2011); així mateix, es va adjudicar Clarion Real Estigues Securities, subsidiària del Grup ING als Estats Units, fent de CBRE Group el gestor d'inversió d'immobles més gran del món. L'acord també incloïa els actius del negoci d'assegurances d'ING.
La companyia va canviar el seu nom a CBRE Group, Inc. a l'octubre de 2011.

## Model empresarial
Les operacions d'inversió en immobles són executades per CBRE Investors, una filial de CBRE Group. El 2011, CBRE Investors va obtenir 37.600 milions de dòlars per a inversions immobiliàries.

## Govern corporatiu
| Director executiu (CEO)               | Jim Didion (1990 és)     | Ray Wirta (–2005)        | Brett White (2005–2012) | Bob Sulentic (2013–) |
| Cap d'operacions                      | Mike Laffite (2013–)     |                          |                         |                      |
| Director de finances                  | Bob Sulentic (2009-2010) | Gil Borok (2010-2014)    | Jim Groch (2014-)       |                      |
| President del Consell d'Administració | Ray Wirta (2014–)        |                          |                         |                      |
| President                             | Brett White (2001–2005)  | Bob Sulentic (2010–2013) |                         |                      |